# Pojdiva tja
Pojdiva tja je deseti studijski album posavske alternativne rock skupine Demolition Group, izdan 9. maja 2018 pri založbi Sintetic Production. Po izidu prejšnjega studijskega albuma, Zlagano sonce, sta skupino zapustila dva člana: saksofonist Jože Pegam in kitarist Matija Lapuh.

## Kritični odziv
Kritični odziv na album je bil pozitiven. Za Mladino je Borka v recenziji kometirala: »S ploščo zasedba Demolition Group ostaja onkraj smernic, zunajtrendovska in zunajserijska, z nekaj novimi glasbenimi prijemi, s sčiščenim zvočnim okvirjem in precizno umeščenimi Šalamonovimi besedili.« Za rock portal Rockline pa je Aleš Podbrežnik napisal: »Skupina še zdaleč ni izgubila svojega kompasa in Pojdiva tja dostavlja prelep priključek k svojim starejšim studijskim bratom bogatega diskografskega opusa skupine. Demolition Group še zdaleč niso rekli zadnje in Goran Šalamon bo s tako potentno ekipo v prihodnje zagotovo dostavil še kup glasbenih sladostrastij.«
Za portal RockOnNet je Sandi Sadar Šoba album pohvalil, vseeno pa nekoliko kritično zapisal: »Kot je zložna v celoti celotna plošča Pojdiva tja, ki je soliden izdelek in se jo pogojno brez slabega občutka sme in mora podpisovati z imenom Demolition Group, a vseeno to, navkljub galantnosti ali prav zavoljo nje, ni izdelek brez napak. Ni tenzije, ni upora, ni umazanije, nevarnosti.«
Album je Boštjan Tušek na portalu 24ur.com uvrstil na prvo mesto najboljših slovenskih albumov leta.

### Priznanja
| objava   | uvrstitev | seznam                  |
| -------- | --------- | ----------------------- |
| 24ur.com | 1.        | Domači albumi leta 2018 |

## Seznam pesmi
Vse pesmi je napisala skupina Demolition Group.
| Št.             | Naslov              | Dolžina |
| --------------- | ------------------- | ------- |
| 1.              | „Vse je tu‟         | 5:36    |
| 2.              | „Zvezde so onstran‟ | 4:48    |
| 3.              | „Korak nazaj‟       | 3:54    |
| 4.              | „Napačna midva‟     | 3:43    |
| 5.              | „Grozno sam‟        | 3:32    |
| 6.              | „Preveč vsega‟      | 4:12    |
| 7.              | „Nostalgija‟        | 4:09    |
| 8.              | „Se vidiva jutri‟   | 3:50    |
| 9.              | „Pojdiva tja‟       | 4:24    |
| Skupna dolžina: | Skupna dolžina:     | 39:33   |

## Zasedba

### Demolition Group
- Goran Šalamon — vokal
- Petar Stojanović — kitara
- Aleš Suša — saksofon, klaviature
- Tomi Gregel — bas kitara
- Ivan Gregel — bobni
- Matjaž Pegam — zvok, produkcija